# Рок машина
Рок машина је била југословенска хард рок група.

## Историја
Група је настала 1980. године од бивших чланова групе Поп машина, Роберта Немечека (вокали и бас-гитара) и браће Зорана и Видоје Божиновића (гитаре). Убрзо се групи прикључио бубњар Владан Докић, бивши члан група Поп Шоу и Опус. 
Почетком 1981. године група је имала свој први наступ у Загребу, као део догађаја названог „Поздрав из Београда“. Убрзо потом, група је издала албум истог назива као назив групе Рок машина. За потребе албума поново су снимљене песме "Ватра" и "Било ми је боље", које су првобитно објављене на синглу у децембру претходне године. На снимању албума су као пратећи вокали учествовали Љуба Нинковић, члан групе С времена на време који је био и сарадник Поп машине и Драган Ђорђевић, члан акустичарског трија ДАГ. С обзиром на то да је звук групе био тврђи, а музика мање комплексна у односу на рад Поп машине, на полеђини албума писало је: "Свака сличност са групом Поп машина је случајна и ненамерна!".
Након објављивања албума, нови бубњар групе постаје Бобан Ђорђевић, бивши члан групе Генерација 5. Међутим, у време експанзије новог таласа будућност групе није била обећавајућа, па је расформирана већ 1982. године, у току снимања новог албума. Свој последњи наступ група је имала на Београдском рок фестивалу у септембру, а планирана мини-турнеја по Војводини је отказана због здравствених проблема Зорана Божиновића.
Део материјала снимљеног за нови албум објављен је наредне године, као мини-албум Изрод на граници. Оригинални омот Југослава Влаховића на коме су се налазиле шаке прободене пером оцењен је као "политички проблематичан", због чега се каснило са објављивањем албума. С обзиром на то да се Немечек бавио изучавањем окултизма и историјом окултних редова, у песми "Промашен сан" искоришћен је снимак гласа Алистера Кроулија.
Након распада групе, Зоран Божиновић се повукао из музике да би крајем 1990-их година кренуо да наступа са блуз рок саставом Зона Б, све до своје смрти 2004. године, уочи снимања нових песама. Видоја Божиновић, Зоранов брат, завршио је Архитектонски факултет, након чега повремено наступа у блуз клубовима са џез групом Interaction, све до 1984. године када је постао члан Рибље чорбе. Роберт Немечек је био уредник филмског и забавног програма ТВ Политика, након чега је на Телевизији Пинк радио као уредник филмског програма да би 2004. године прешао на Радио-телевизију Србије.
Немечек је 2008. године објавио скуп снимака Поп машине у оквиру бокс-сета Антологија 1972—1976, због чега је на наговор Видоје Божиновића слична ствар учињена са снимцима Рок машине. У издању дискографске куће Multimedia Music, антологијски албум Антологија 1980—1983 објављен је 2015. године. Компилација је дизајнирана као бокс-сет, уз пратећу књижицу од 48 страна у којој се налазе детаљи о сваком од снимака, као и обиље дотад необјављених фотографија. Уз коришћење оригиналних мастер-трака, снимке је ремастеризовао Немечек са сином Јаном. Компилација садржи све снимке групе, укључујући до тад необјављени материјал међу којим је и композиција "Umbra Zonule", коју је крајем 1960-их година оригинално изводила Немечекова група Договор из 1804.

## Дискографија

### Студијски албуми
- Рок машина (1981)

### Мини-албуми
- Изрод на граници (1983)

### Сингл
- Ватра / Било ми је боље (1980)

### Компилације
- Антологија 1980—1983 (2015)